# Altoparadisium
Altoparadisium là một chi thực vật có hoa trong họ Hòa thảo (Poaceae).

## Loài
Chi Altoparadisium gồm các loài: